# 용암초등학교 (영동군)
용암초등학교는 충청북도 영동군 황간면 구룡로 321 (용암리)에 있었던 공립 초등학교이다.

## 연혁
- 1941.04.01 용암공립국민학교 설립(2학급 편성)
- 1970.04.27 도동분교장 개교
- 1977.04.15 운동장 조급
- 1977.05.20 야외학습장 조성
- 1988.03.01 도동분교장 폐지
- 1996.03.01 용암초등학교로 개칭
- 1996.09.02 이동급식 개시
- 1999.09.01 황간초등학교로 통폐합